# Forficula auricularia

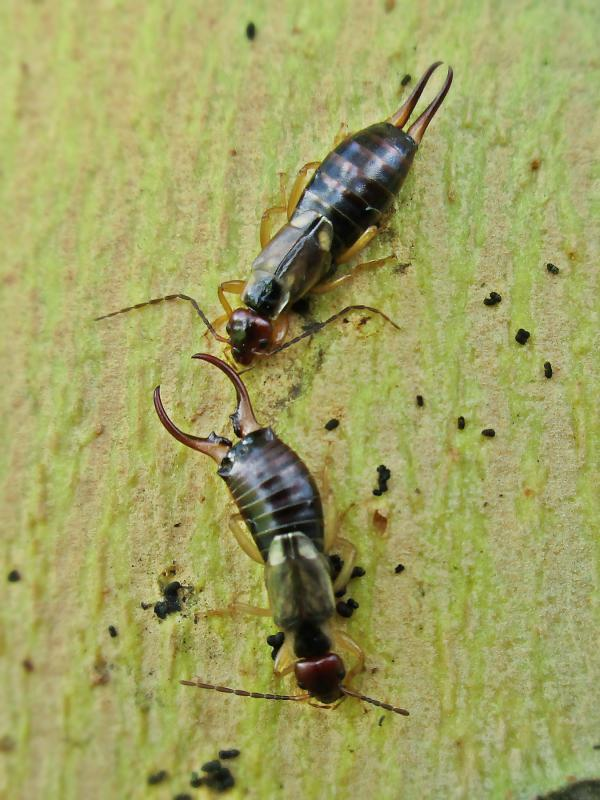
Hembra (arriba) y macho (abajo)

La tijereta común (Forficula auricularia) es una especie de insecto dermáptero de la familia de los forficúlidos. Está provista de dos cercos al final de su abdomen. Estos cercos, al recordar la forma de una pinza o tijera, han originado los nombres comunes con los que se conoce tanto a esta especie como a otros dermápteros.

## Descripción
El cuerpo mide de 12 a 15 mm; los cercos del macho miden de 4 a 8 mm y las de las hembras alrededor de 3 mm.
La hembra deposita una masa de huevos que cuida para mantenerlos limpios y sanos y sigue cuidando después del nacimiento. Las ninfas son muy similares a los adultos. Las alas se desarrollan gradualmente a través de las mudas. El número de segmentos de las antenas aumenta con cada muda y la forma de los cercos adopta el aspecto definitivo.

## Reproducción

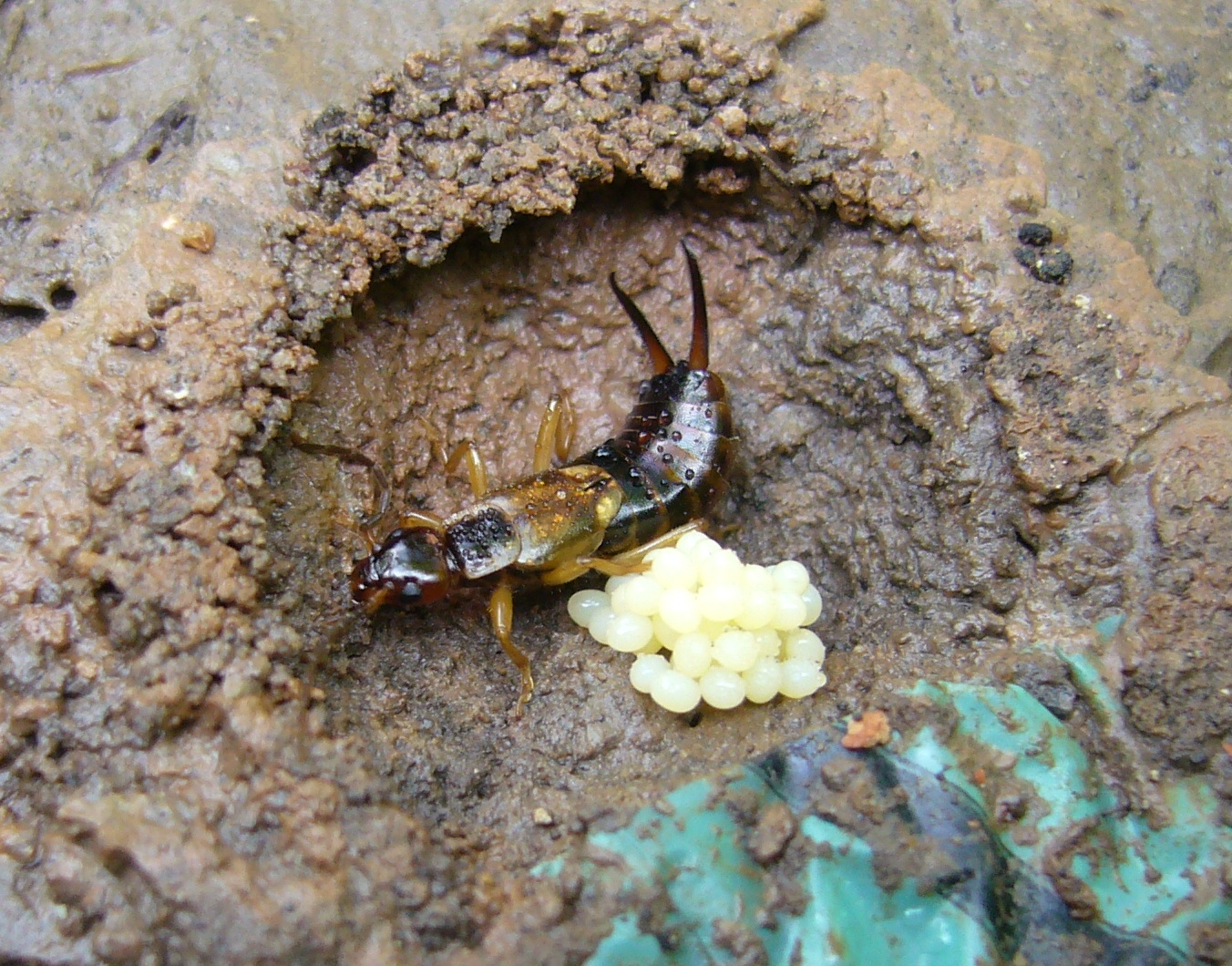
Hembra con nido

Un macho encuentra posibles parejas por el olfato. Luego desliza su cercos debajo del extremo del abdomen de la hembra para que su superficie abdominal ventral y la de ella estén en contacto entre sí, mientras que ambos miran en direcciones opuestas. Si no se les molesta, las parejas pueden permanecer en esta posición de apareamiento durante muchas horas. Los apareamientos ocurren con frecuencia entre individuos agrupados, particularmente en lugares que permiten que ambos se aferren a una superficie. En condiciones de laboratorio, la temporada de apareamiento alcanza su punto máximo durante agosto y septiembre, y un solo evento de apareamiento permite a las hembras depositar huevos fertilizados.
Las ninfas de la tijereta europea se ven muy similares a sus contrapartes adultas excepto que son de un color más claro. 
Las crías pasan por cuatro estadios ninfales y no abandonan el nido hasta después de la primera muda.
Las tijeretas europeas hibernan a unos 5 mm por debajo de la superficie del suelo. La tijereta hembra pone una nidada de aproximadamente 50 huevos en un nido subterráneo en el otoño. Entra en un estado latente y permanece en el nido con los huevos. La hembra cuida a sus crías moviendo los huevos y limpiándolos para evitar el crecimiento de hongos. En la primavera, los esparce en una sola capa y las crías emergen de los huevos. Ella las cuida hasta que alcanzan la madurez después de aproximadamente un mes. Es posible que la hembra ponga una segunda cría en una temporada y, a finales de agosto, todas las crías alcanzan la madurez.

## Hábitat

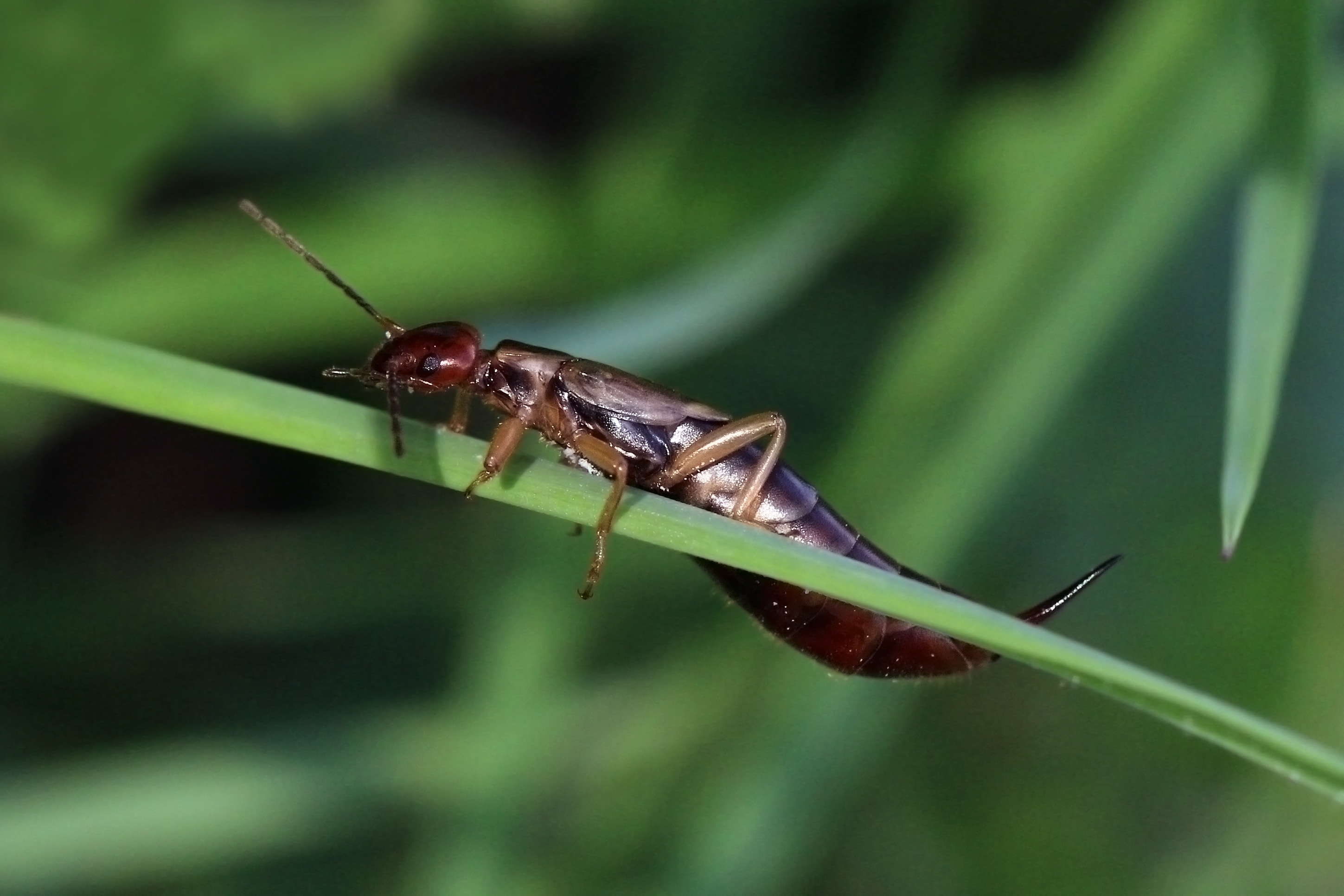
Hembra

La tijereta común se encuentra frecuentemente bajo las piedras y en las frutas. Es la tijereta más común de Europa, incluida la península ibérica.

## Distribución
La especie es nativa de Europa y Asia occidental y probablemente África norte. Forficula auricularia ha sido accidentalmente introducida a otras partes del mundo. Llegó a Norteamérica alrededor de 1910. Se considera que se trata de dos especies hermanas aisladas reproductivamente. Las poblaciones de climas más fríos suelen tener una sola generación al año y constituyen la especie A, mientras las de climas más cálidos tienen dos generaciones, especie B. En Europa, se encuentran principalmente en climas templados y son más activas cuando las fluctuaciones diarias de temperatura son moderadas.
En Norteamérica son consideradas una plaga invasiva y se han introducido dos especies de moscas parasitoides taquínidas como controles biológicos, Triarthria setipennis (Fallen) y Ocytata pallipes en la década de 1920.

## Agricultura
Forficula auricularia causa daños a las cosechas, al cultivo de flores y frutales cuando sus poblaciones alcanzan grandes números. Entre otros cultivos pueden ser afectados las coles, lechuga, apio, remolacha, tomate, papas, maíz, manzanas, peras y otros frutales.